# Fernando Aristeguieta
Fernando Luis Aristeguieta de Luca (Caracas, 9 aprile 1992) è un ex calciatore venezuelano, di ruolo attaccante.
È in possesso del passaporto spagnolo

## Biografia
Da piccolo era appassionato di tennis, infatti in patria è stato 4º nel ranking tennistico Under-10 accompagnate da diverse partecipazioni alle olimpiadi della matematica.

## Carriera

### Club
Ha iniziato la sua carriera calcistica militando on la rappresentativa scolastica del San Ignacio de Loyola dove ha vinto alcuni trofei ed è stato anche eletto come miglior giocatore. Nel 2006 decide di rimanere in patria per migliorare le sue doti calcistiche, e così firma un contratto con la squadra della sua città natìa, il Caracas. Sempre quell'anno, debutta nelle giovanili del club venezuelano dove ci rimarrà per tre stagioni, prima di fare il suo esordio l'11 marzo 2010 sotto la guida dell'allenatore Chita San Vicente in prima squadra.

### Nazionale
Dopo aver militato nell'Under-15 e nell'Under-17, fa il suo esordio con la nazionale maggiore nel 2010.

## Palmarès

### Club

#### Competizioni nazionali
- Campionato venezuelano: 1

Caracas: 2009
- Coppa del Venezuela: 1

Caracas: 2009